# Schwanburg

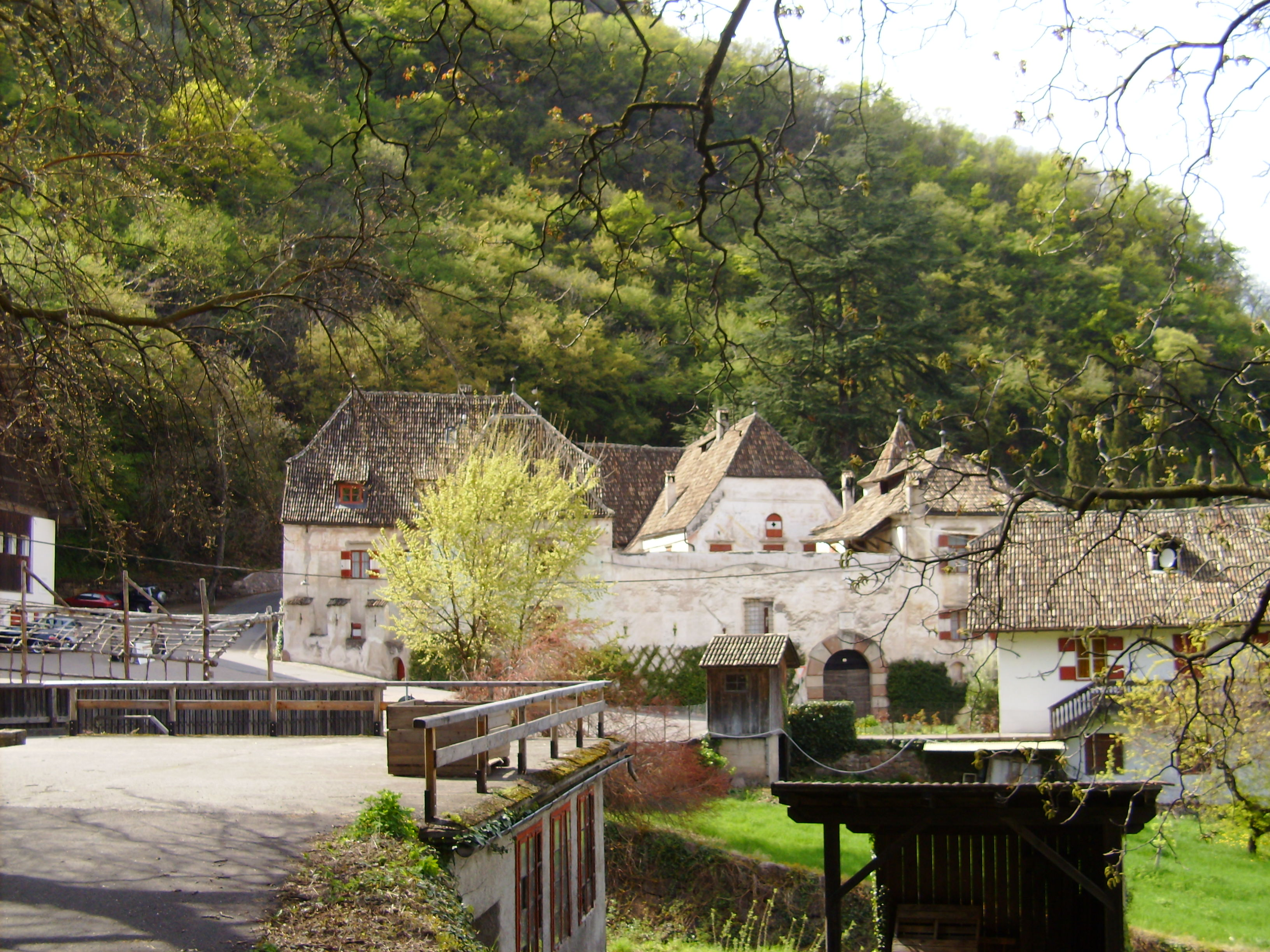
Schwanburg

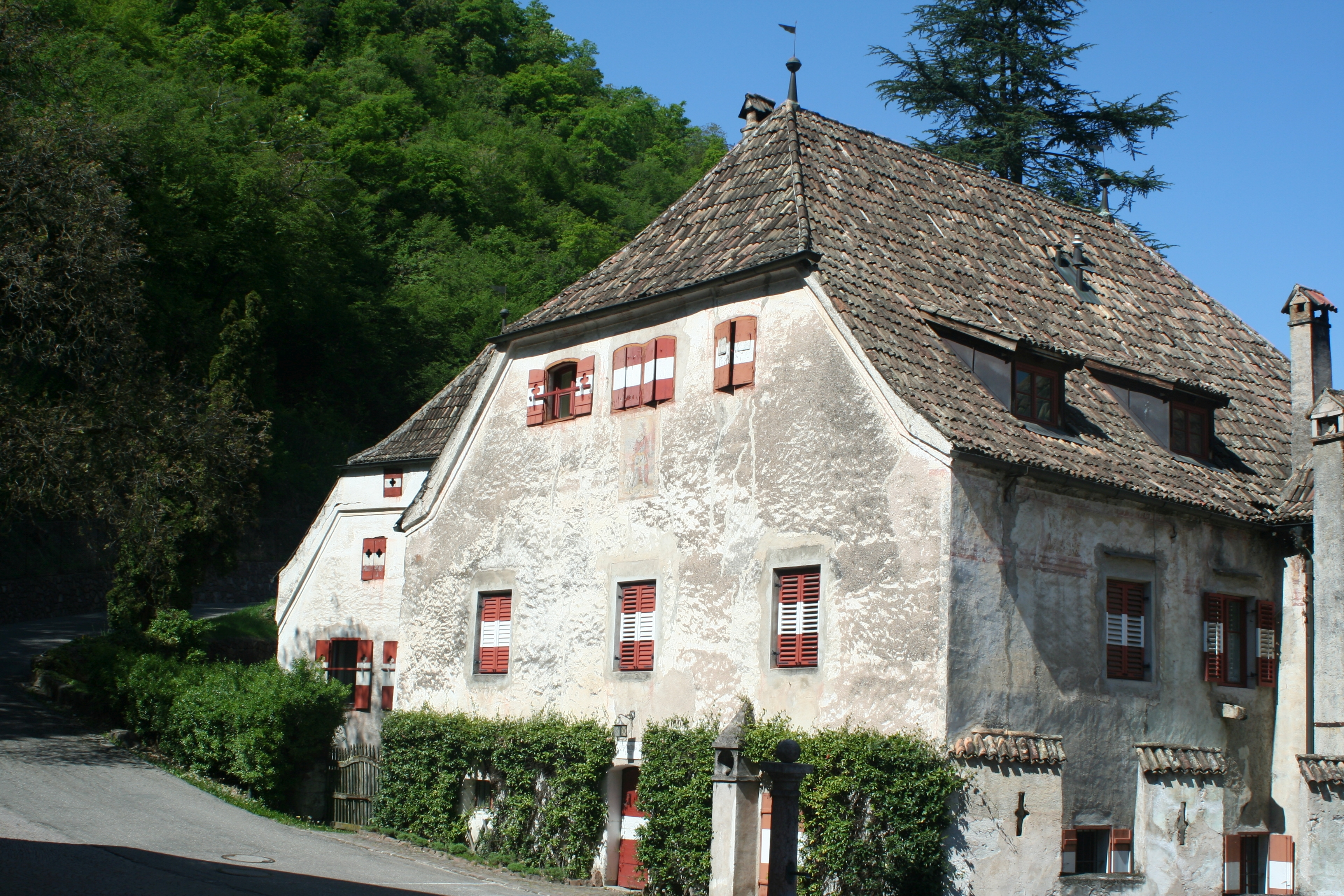
Seitenansicht

Die Schwanburg ist ein Ansitz in Südtirol und ein geschütztes Baudenkmal in der Gemeinde Nals. Die dazugehörige Weinkellerei gehört zu den ältesten Privatkellereien des Südtiroler Weinbaugebiets.

## Geschichte
1286 wurde die Anlage als Haus in der Gaul erstmals urkundlich erwähnt, als Mezelin Morandin, aus dem Ministerialien-Geschlecht der Herren von Andrian, das Lehen an die Pfarrkirche von Bozen weitergab. Im 14. Jahrhundert gelangte der Bau in den Besitz der Herren von Boymont auf Burg Payrsberg. Jakob II. von Boymundt-Payersberg ließ das Anwesen von 1560 bis 1575 im Überetscher Stil, der lokalen Renaissance-Spielart, zu einem Ansitz umbauen und es nach dem Schwan in seinem Wappen in Schwanburg umbenennen. Nach seinem Tode 1581 musste die Familie, wegen der hohen Baukosten verschuldet, den Ansitz an die Grafen von Trapp veräußern, die sich seither von Trapp-Schwanburg nannten. Am 20. Jänner 1771 verkaufte Johann Nepomuk Graf Trapp die Schwanburg samt Zubehör vorbehaltlich des Prädikats um 18.000 fl. dem Jakob Thaler aus Nals. Die Familie starb 1873 im Mannesstamm aus. Erbe war der Neffe Rudolf Carli. Seine Nachkommen führen heute die Kellerei und das Weingut sowie den dazu gehörigen landwirtschaftlichen Betrieb. Es handelt sich dabei um eine der ältesten Privatkellereien Südtirols. Der Bau selber dient heute als Verwaltungsgebäude.

## Beschreibung

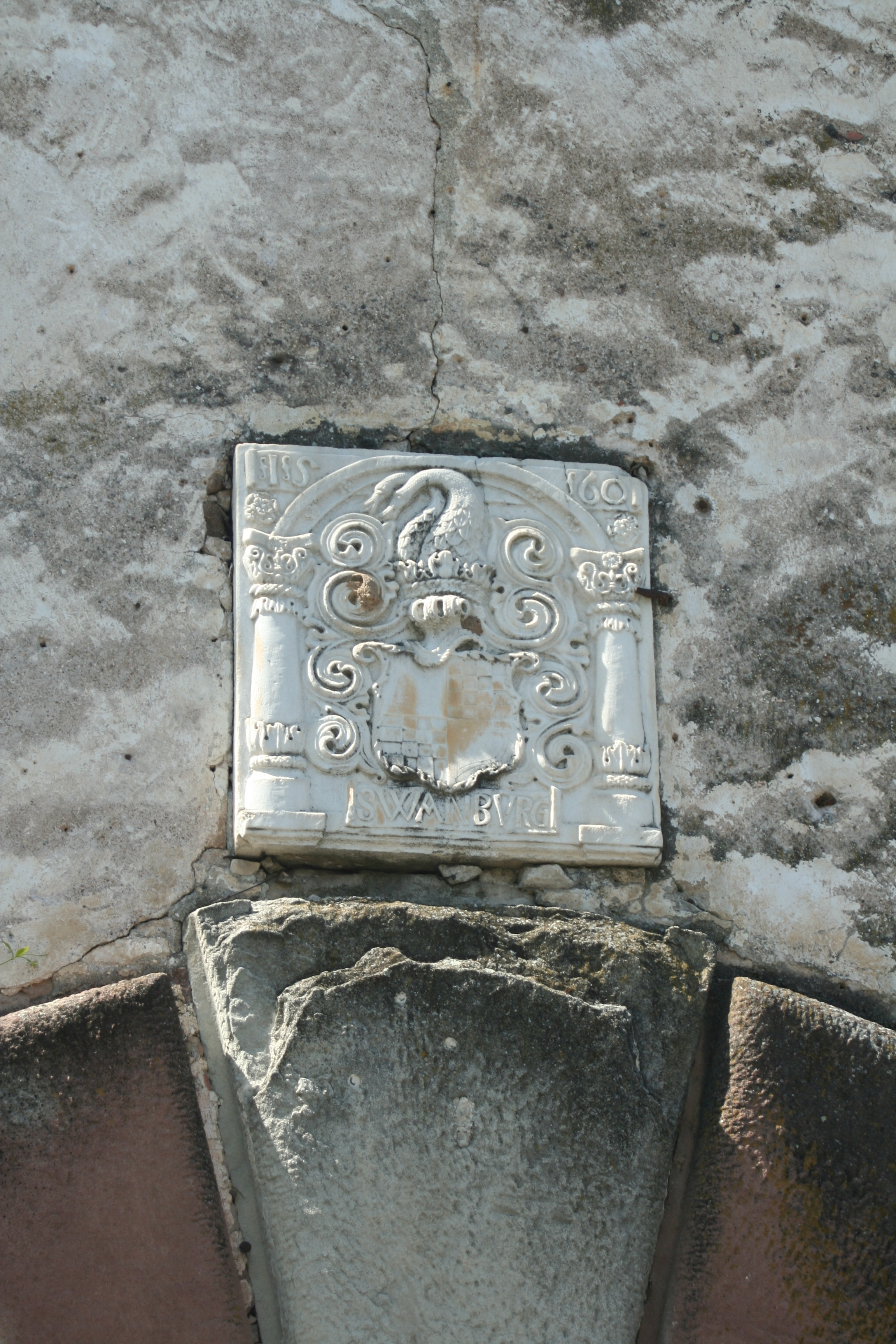
Wappenstein

Die Renaissanceanlage besitzt einen mittelalterlichen Baukern. Der Innenhof mit einer Freitreppe wird von Loggiengängen umrahmt. Eine Sonnenuhr trägt die Jahreszahl 1563. Über dem Eingangstor ist das Wappen der Herren von Boymont-Payersberg mit der Jahreszahl 1560 angebracht. Die Kapelle mit polygonalem Chorschluss ist mit einem Tonnengewölbe versehen. Im Weinkeller werden Fässer aus der Zeit Kaiserin Maria Theresias aufbewahrt.